# Историко-краеведческий музей (Волосово)
Исто́рико-краеве́дческий музе́й города Во́лосово — муниципальный музей Волосовского городского поселения Волосовского муниципального района Ленинградской области.
Располагается в деревянном здании на территории школы № 2 по адресу: город Волосово, улица Ф. Афанасьева, дом № 3.
Помимо основной экспозиции музей организует временные выставки (в том числе в ГДЦ «Родник»), проводит мастер-классы (ботанический скетчинг и др.) и тематические занятия («День космонавтики», «Пушкинская неделя», «Урок мужества», «Подвиг танкиста Колобанова» и др.). 
Новости о деятельности музея регулярно публикуются в официальной группе вКонтакте: https://vk.com/club203736633

## История
Решение «Об организации районного краеведческого музея» было принято администрацией Волосовского района 26 апреля 1973 года. Идейным вдохновителем создания музея был Заслуженный учитель школы Борис Ильич Сивков.
Музей был открыт 7 ноября 1977 года. Основу музея составили труды краеведов А. Е. Балеса, В. И. Веселова, Д. И. Смольского, П. А. Сергеева, В. П. Кузьмина.

## Экспозиция
В музее действует 4 зала. Основными темами экспозиции являются:
- Этнография района
- История района
- Район в годы Великой Отечественной войны
- Известные жители района

Большинство экспонатов предоставлены музею жителями района.